# エッセン市電M8形電車
M8形は、ドイツ・エッセンの路面電車であるエッセン市電に在籍する車両。路線の近代化や高規格化（シュタットバーン化）を目的に1970年代から1990年代初頭まで長期に渡って導入が実施され、制御方式が異なる3種類の車両が導入された。一部車両は廃車後に他都市への譲渡が行われている。

## 概要
1970年代初頭、路面電車の高規格化（シュタットバーン化）を進めていた、エッセンを含むルール地方各都市の路面電車運営事業者は、従来の路面電車区間と高規格のシュタットバーン区間の双方で使用可能な新型車両の開発を共同で進めていた。その成果として、デュッセルドルフのデュッセルドルフ車両製造（デュワグ）が製造・展開したのがM/N形電車である。同社が従来展開していた路面電車車両（デュワグカー、マンハイム形）と比較して角ばった車体や大型化した窓などが外見上の特徴で、車内の座席配置も快適性を重視したレイアウトとなっている。また、これらの車両は両運転台式であり、ループ線が存在しない系統や路線でも使用が可能となっている。
当時の西ドイツ各地の路面電車路線に導入されたM形のうち、エッセン市電に導入されたのは3車体連接車のM8形で、他都市に先駆けて1975年12月に最初の車両となる1001が納入され、試運転を経て翌1976年春季から営業運転を開始した。以降、1990年までエッセン市電には以下の車両の導入が実施された。この一連の車両は既存の車両と比べ車体の幅が広い事から一部の区間において施設の対応工事が行われ、全ての系統での使用可能となったのは1985年であった。
- M8S - 制御方式に抵抗制御（電磁開閉器使用）を用いた形式。
  - 1001 - 1021 - M8S形最初の車両。1975年から1976年にかけて導入。登場時の塗装は赤色と白色を基調としたものだった。1009と1010（初代）については火災で焼失したため1979年に廃車となり、1021が同年に1010（2代）へ車両番号が変更された。
- M8C - 制御方式にチョッパ制御を用いた形式。
  - 1101 - 1115 - 1979年に導入。そのうち1115の台車は廃車された1010（初代）のものを再利用。この車両以降、塗装がエッセンを象徴する黄色と青色を用いたものに変更されている。
  - 1116 - 1135 - 1980年から1982年にかけて導入。そのうち1135の台車は廃車された1009のものを再利用。集電装置の数が減り、一方の運転台付き車体（A車）のみに搭載されており、先に製造された車両についても後年に同様の改造が施された。一部車両は1980年代以降高床式プラットホームに対応した乗降用ステップが搭載され、車両番号の変更も行われている（1121 - 1131→1151 - 1161、1116 - 1120→1162 - 1166、1132 - 1135→1177 - 1180）。
  - 1171 - 1176 - 1983年から1984年にかけて導入。1987年に高床式プラットホーム用ステップを設置。
  - 1401 - 1405 - 1989年から1990年にかけて導入。制御装置にGTO素子が用いられた他、中央車体の座席配置を見直したことで着席定員が57人に増加した。高床式プラットホーム用ステップは設置されていない。
- M8D - 制御方式にチョッパ - インバータ制御を用いた形式。
  - 1200 - 1979年に導入された試作車。1993年に制御装置をチョッパ制御方式のものに交換しM8Cに編入、車両番号も「1116（2代）」に変更。

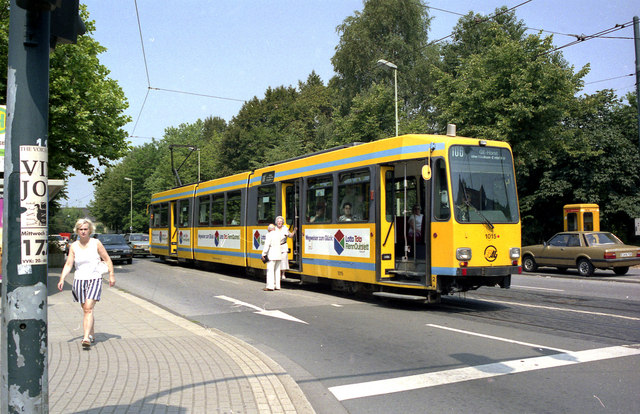
1015（1991年撮影）
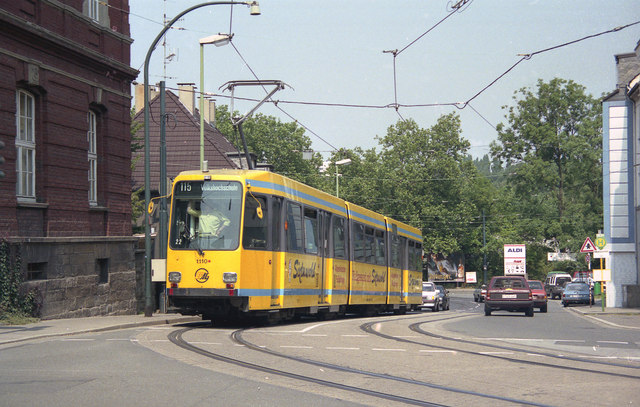
1110（1991年撮影）
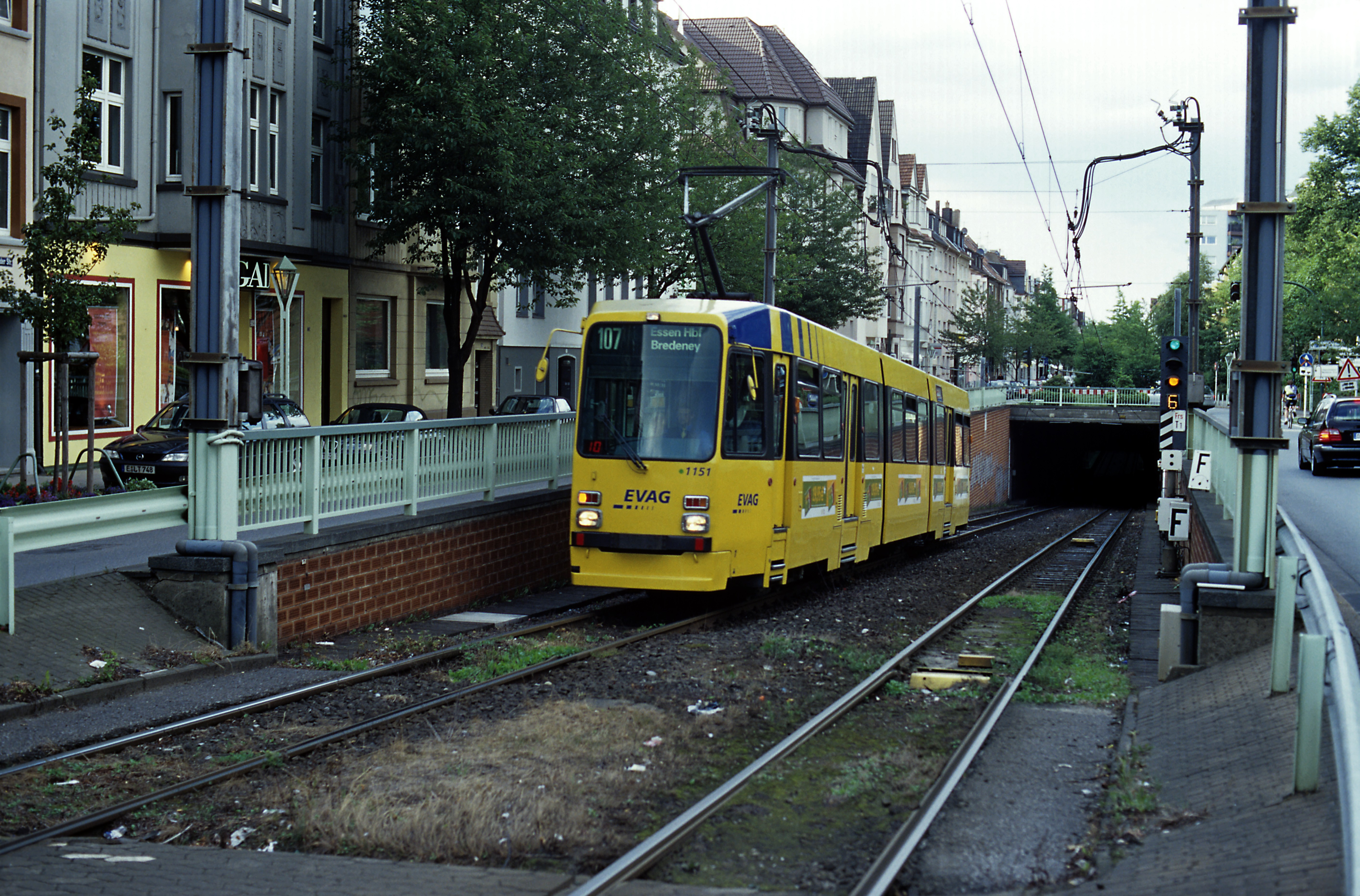
1151（2002年撮影）
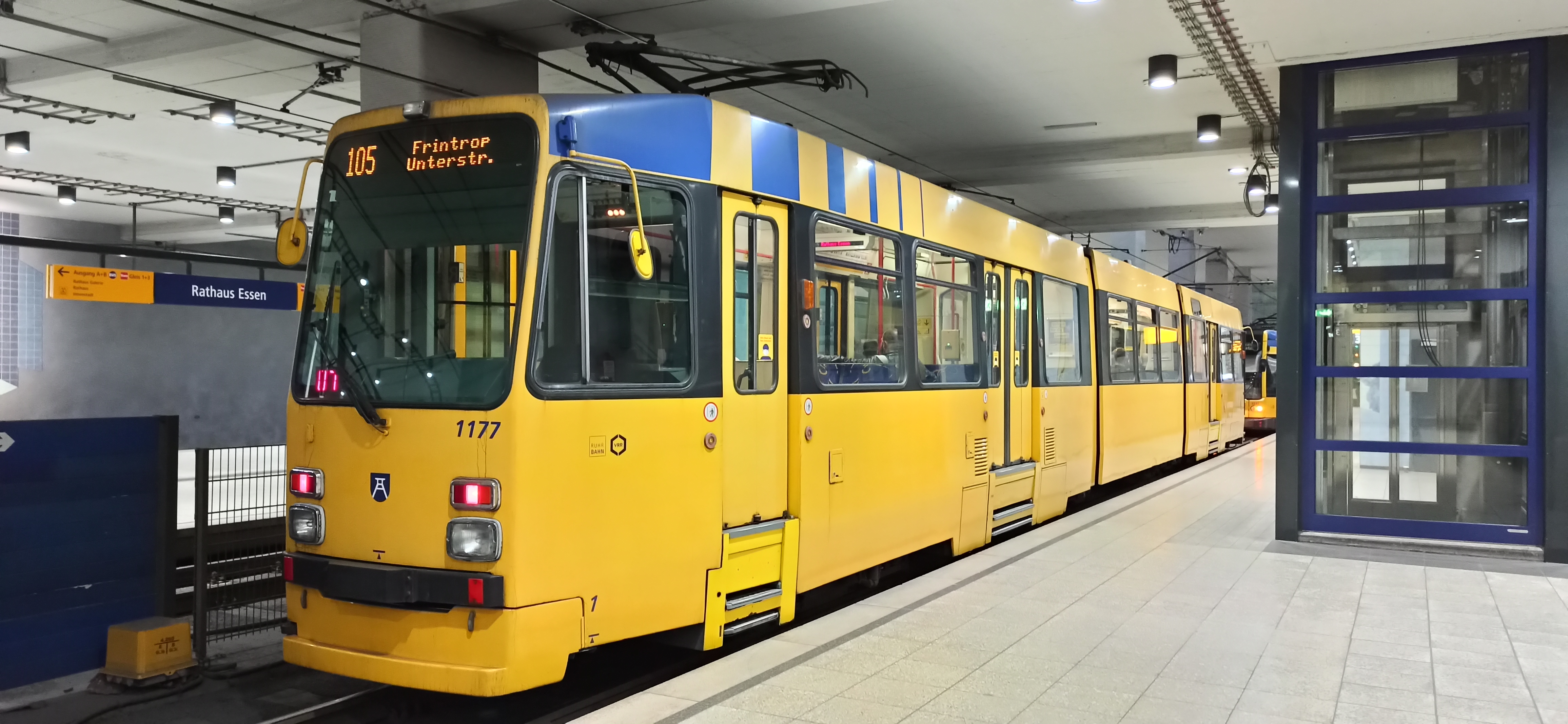
1177（2020年撮影）
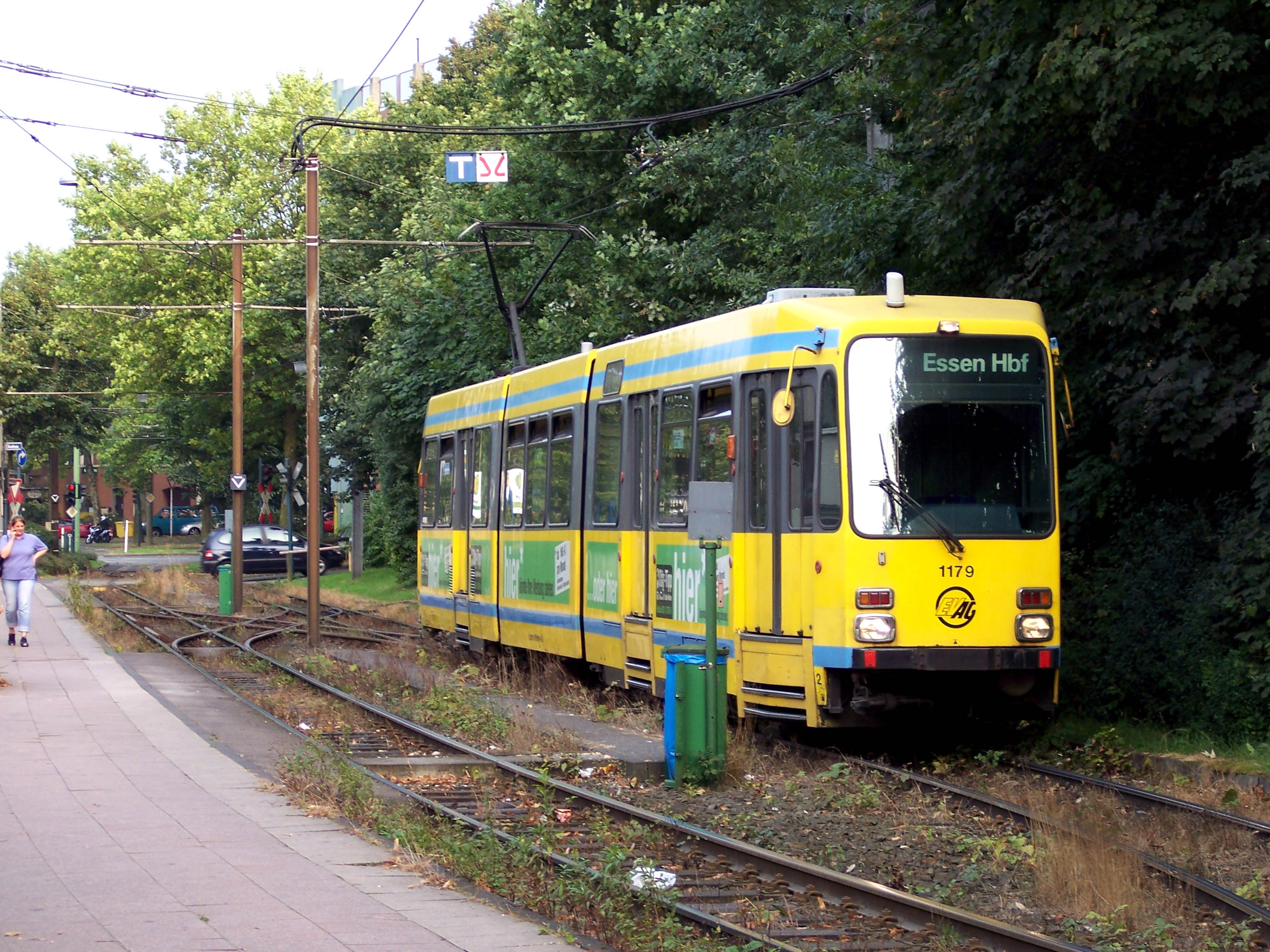
1179（2005年撮影）
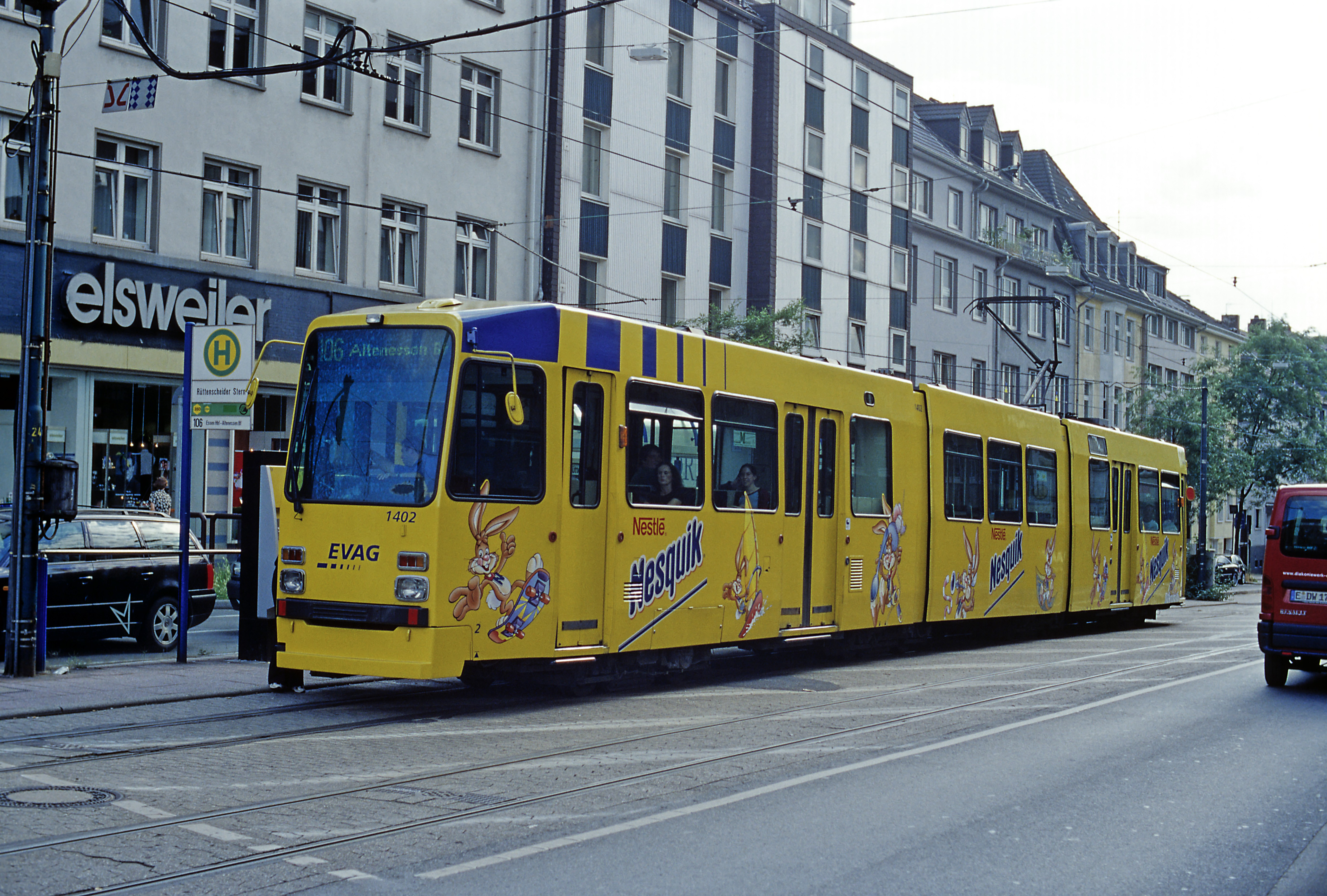
1402（2002年撮影）

## 廃車・譲渡
事故による廃車を除き、長期に渡って主力車両として使用されていたM8形であったが、2000年代以降超低床電車（フレキシティ・クラシック）の導入に伴う本格的な廃車が進められている。多くの車両は解体されたが、一方でドイツ国内外の他都市への譲渡も積極的に実施されている。下記の都市以外にも2005年にウッチ市電（ポーランド：ウッチ）で1両が2005年から2006年にかけて試用されたが正式な譲渡には至らず、2012年に解体されている。
- ミュールハイム市電（ドイツ：ミュールハイム・アン・デア・ルール）[注釈 1]
- アラド市電（ルーマニア：アラド）
- ヤシ市電（ルーマニア：ヤシ）[9]
- クラクフ市電（ポーランド語版）（ポーランド：クラクフ）

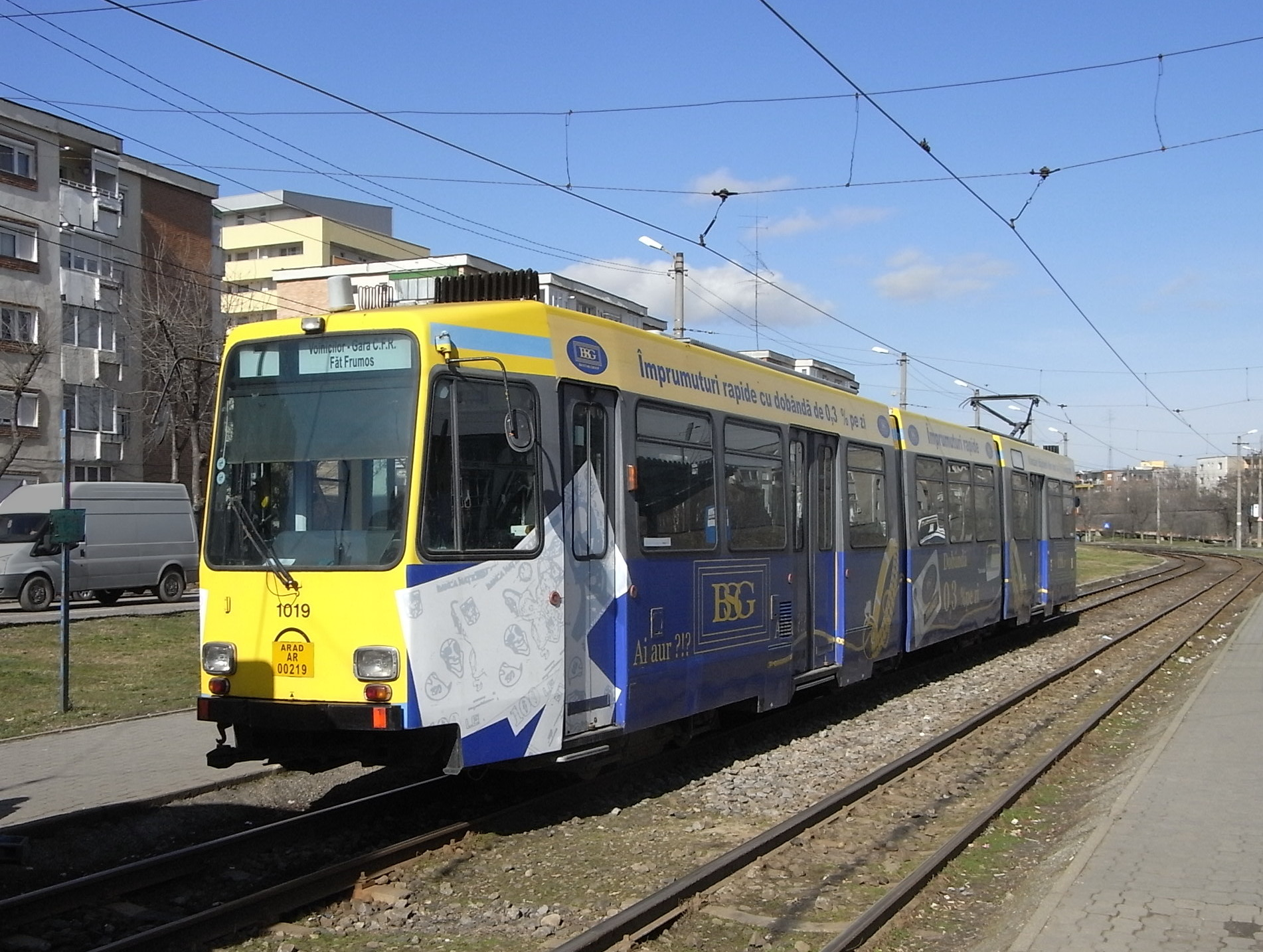
アラド市電（2013年撮影）